# 마르가마르가현
마르가마르가현(스페인어: Provincia de Marga Marga)은 칠레 발파라이소 주를 구성하는 8개의 현 가운데 하나로 현도는 킬푸에이며 면적은 1,159.0km2, 인구는 325,207명(2012년 기준), 인구 밀도는 280명/km2이다.